# 阿羅波因特 (密蘇里州)
阿羅波因特（英語：Arrow Point）是位於美國密蘇里州巴里縣的村。

## 人口
根據2020年美國人口普查的數據，阿羅波因特的面積為0.50平方千米，皆為陸地。當地共有人口75人，而人口密度為每平方千米150人。